# Nine Inch Nails
Nine Inch Nails (i logotypiska sammanhang ofta skrivet NIИ) är en amerikansk rockgrupp bildad i Cleveland 1988 av Trent Reznor. Som sångare, instrumentalist, låtskrivare och producent är Reznor gruppens enda officiella medlem och ansvarar således för Nine Inch Nails riktning. Vid liveframträdanden har Reznor med sig ett antal handplockade musiker och uppträder som ett fullbordat band. Musiken är synthbaserad industrirock, som ibland även övergår till den tyngre varianten industrimetal.

## Historia
Bandets första album Pretty Hate Machine (1989), består huvudsakligen av studioinspelningar av demospår och sålde platina tre gånger om i USA. Låtarna "Head Like A Hole", "Down In It" och "Sin" släpptes även som singlar. Inför produktionen av nästa album ville dåvarande skivbolaget TVT Records ha mer inflytande. Reznor vägrade gå med på detta, vilket resulterade i att Nine Inch Nails bytte till skivbolaget Interscope.
Broken (EP) (1992) var den första releasen genom Interscope och bandets första EP. Denna innehöll bl.a. låten "Wish" som vann en US Grammy för bästa heavy metal-låt.
Nine Inch Nails andra fullängdsalbum The Downward Spiral gavs ut 1994 och debuterade som 2:a på Billboard-listan. Albumet innehöll radiohiten "Closer". Johnny Cashs sista verk var bland annat en cover på albumets avslutande spår "Hurt".
Nine Inch Nails följde upp med en lanseringsturné där de bland annat spelade på Woodstock '94.
Det dröjde fem år innan Nine Inch Nails släppte sitt tredje studioalbum The Fragile. Detta var bandets första och hittills enda dubbelalbum.
Under de kommande åren hade Reznor problem med alkohol- och kokain-missbruk, och albumet With Teeth från 2005 handlar om den tiden. Ungefär hälften av trumspåren på albumet spelades av Dave Grohl.
På Hultsfredfestivalen 2005 gjorde Nine Inch Nails sin första Sverigespelning någonsin. Sedan dess har Nine Inch Nails spelat i Sverige den 8 april 2007 på Annexet i Stockholm, den 7 augusti 2007 på Hovet i Stockholm, på Arvikafestivalen den 2 juli 2009 och återigen på Hovet den 10 maj 2014.
Bandet har gjort musiken till datorspelet Quake av Id Software. Trent Reznor började även göra musiken till spelet Doom 3, men han hoppade av projektet då det drog ut för mycket på tiden. Reznor har tillsammans med Atticus Ross gjort musiken till David Finchers film Social Network. 
Duon gjorde även soundtracken till Finchers nyinspelning av Män som hatar kvinnor (The Girl with the Dragon Tattoo), baserad på den första boken i Stieg Larssons Millennium-trilogi, och hans film Gone Girl. Under namnet Nine Inch Nails har Reznor och Ross har också gjort soundtracket till filmen Tron: Ares som är planerad att ha premiär under 2025. Musiken ska ges ut på albumet Tron: Ares den 19 september 2025.

## Diskografi
Studioalbum
- 1989 – Pretty Hate Machine
- 1994 – The Downward Spiral
- 1999 – The Fragile
- 2005 – With Teeth
- 2007 – Year Zero
- 2008 – Ghosts I–IV
- 2008 – The Slip
- 2013 – Hesitation Marks
- 2018 – Bad Witch
- 2020 – Ghosts V: Together
- 2020 – Ghosts VI: Locusts
- 2025 – Tron: Ares (soundtrack till filmen med samma namn)